# Aiguille du Peigne
A Aiguille du Peigne é um cume do grupo conhecido como Aiguilles de Chamonix no  Maciço do Monte Branco, na França, e situa-se na extremidade da cadeia que se salienta a norte da Aiguille du Plan. É o seu tergo em dentes de serra, ou de pente, que lhe valeu o nome.

## Topografia

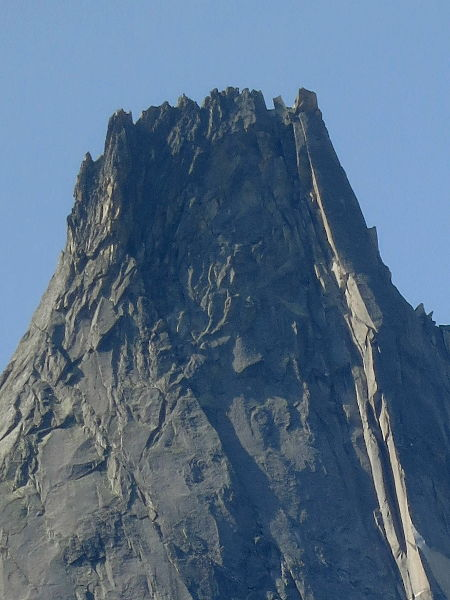
Pormenor dos dentes do pente

A Aiguille du Peigne é constituída de uma aresta de 34 m orientada na direção este-oeste e de dois guardas principais, o Gendarme e o Grande Gendarme com 3078 m. 

## Ascensões
A primeira ascensão teve lugar em 23 de julho de 1906 e foi feita por G. Liegard e Robert O'Gorman com Joseph Ravanel e Joseph Couttet. O percurso seguia o Corredor do Colo do Pente, e não o Corredor das Borboletas como se faz hoje e que passou a ser a via normal. A ascensão pela Fenda Lépiney, por Pierre Dalloz, Jacques de Lépiney e Tom de Lépiney, foi feita em 1922. 
O cume é citado em vários números das 100 mais belas corridas de montanha.